# Pasiasula
Pasiasula là một chi nhện trong họ Thomisidae.